# 沁県
沁県（しん-けん）は中華人民共和国山西省長治市に位置する県。

## 歴史
春秋時代には晋により銅鞮邑が設置された。
秦代に設置された銅鞮県を前身とする。明朝が成立すると銅鞮県は廃止となり、管轄区域は沁州直轄とされた。1913年（民国2年）の州制廃止に伴い沁県と改められた。
1958年に襄垣県と統合され襄沁県とされたが、同年に廃止となり沁県が再設置され現在に至る。

## 行政区画
- 鎮:定昌鎮、郭村鎮、故県鎮、新店鎮、漳源鎮、冊村鎮、沁州黄鎮、南里鎮、松村鎮

郷:牛寺郷、楊安郷

## 名所
- 大雲院
- 普照寺
- 洪教院